# 釧路市観光国際交流センター
釧路市観光国際交流センター（くしろしかんこうこくさいこうりゅうセンター、英語: Kushiro Tourism and International Relations Center、通称: ラムサール記念センター）は、ラムサール会議が平成5年（1993年）に開催された際に建てられた、コンベンション機能を中心とした施設。

## 概要
一般社団法人釧路観光コンベンション協会が運営・経営している。

## 施設概要
- 1階：ホール（会議場、展示場、イベントホール）、アトリウム
- 2階：視聴覚室、情報資料室、交流サロン
- 3階：研修室

## アクセス
- JR釧路駅から南へ徒歩で約5分。北海道立釧路芸術館隣接。
- くしろバス ：たくぼく循環線に乗車、「国際交流センター前」バス停下車。